# Панкуеба
Панкуеба (ісп. Panqueba) — місто й муніципалітет у колумбійській провінції Ґутьєррес (департамент Бояка).

## Історія
До іспанського завоювання території сучасного міста населяв народ лаче. 1540 року поселення було завойовано іспанським конкістадором Ернаном Пересом де Кесадою, який і вважається засновником сучасного міста, яке було названо на честь вождя племені лаче.